# Московская центральная церковь евангельских христиан-баптистов
Московская центральная церковь евангельских христиан-баптистов — баптистская церковь в Москве, одна из старейших и самых крупных баптистских церквей в России. Располагается с 1917 года в здании бывшей Евангелическо-реформатской церкви по адресу: Малый Трёхсвятительский переулок, 3.

## История общины
В 1881—1882 годах книгоноши Степан Васильев и его друг Иван Бочаров начали проводить систематические евангельские чтения.
В 1903 году Ф. С. Савельев посетил Петербург. Он имел встречу с пашковцами (впоследствии — евангельские христиане) и попросил их послать в Москву проповедников Евангелия, которые преподали бы верующим святое водное крещение. Братья откликнулись на просьбу Ф. С. Савельева и послали Василия Ивановича Долгополова и Николая Яковлевича Яковлева. В скором времени образовалась Московская община евангельских христиан, руководителем которой был избран Ф. С. Савельев. В 1909 году Московская община перешла на легальное положение.

### Советский период
23 апреля 1917 года в помещении бывшей Евангелическо-реформатской церкви состоялось открытие молитвенного дома евангельских христиан. Реформатская церковь к тому периоду объединяла около 20 человек, но продолжала свои служения вплоть до 1920 года.
В 1928 году церковь приютила в своих стенах лютеранскую общину святого Михаила, которая собиралась в церкви вплоть до окончательной ликвидации лютеранской общины в 1933 году. В период господства атеизма в стране церковь подвергалась не только законодательным притеснениям, но и произволу местных властей. В 1937 году служебные помещения здания церкви были переданы под общежитие, рядом расположенное здание Реформатского училища — под государственную школу. Несмотря на это, после закрытия англиканской, лютеранских и других церквей, эта церковь в Малом Вузовском переулке (ныне Малый Трёхсвятительский) осталась единственной действующей протестантской церковью в Москве в годы советской власти. В 1940 году решением властей в здание церкви была переведена московская община Церкви адвентистов седьмого дня.
В 1944 году в стенах церкви произошел объединение евангельских христиан и баптистов.
В 1960-е годы община столкнулась с проблемой тесноты и обратилась с инициативой в местные органы о переселении из здания церкви жильцов в благоустроенные квартиры. В 1965 году вместе с Всесоюзным советом евангельских христиан-баптистов были куплены три трёхкомнатные квартиры в Москве за 65 000 рублей (более 100 000 долларов США) и переданы людям, жившим в здании церкви.
28 мая 1972 года Московскую центральную церковь евангельских христиан-баптистов посетил президент США Ричард Никсон, находившийся в СССР с официальным визитом 22—30 мая 1972 года.
В 1982 году церковь отметила столетие евангельского движения в Москве.

## Здание
Здание церкви находится в Белом городе на Кулишках — историческом районе в центре Москвы. Оно было перестроено в 1865 году архитектором Германом фон Ниссеном в стиле эклектика из жилого дома 1820—1830-х годов и предназначалось для Реформатской церкви. В 1917 году, после того как большинство членов реформатской общины покинули Россию, здание было передано общине евангельских христиан, которые в 1944 году объединились с баптистами.
В 1946 году, в связи увеличением количества прихожан, вдоль стен молитвенного зала были выстроены две галереи на 500 мест, а перед органом — существенно были увеличены хоры.

## Орган
Орган Московской центральной церкви евангельских христиан-баптистов — уникальный памятник немецкого романтизма XIX века работы известного в Германии мастера Эрнста Рёвера (нем. Ernst Röver, 1857—1923). Его величественные инструменты звучали в соборах Магдебурга, Хальберштадта, Штендаля и др. Большинство из них были утрачены во время Второй мировой войны или подверглось существенным перестройкам в послевоенные годы. Строительство органа велось в течение двух лет на средства общины, собравшей за счёт частных пожертвований необходимую сумму — 8000 рублей, в 1898 году он был установлен и с тех пор не подвергался каким-либо перестройкам, поэтому сохранил до наших дней свой первозданный звуковой облик. Орган с пневматической игровой и регистровой трактурами имеет 38 регистров, 3 мануала и педаль. Он является единственным инструментом Эрнста Рёвера вне Германии и по количеству регистров занимает 6-е место в Москве после органов, установленных в Доме музыки, Зарядье, Концертном зале им. Чайковского, Католическом соборе и Большом зале Консерватории.
В 1990 году инструмент был поставлен на учёт как памятник истории и культуры.
В 2012 году была завершена реставрация органа.
Диспозиция органа «Эрнст Рёвер» (нем. нем. Ernst Röver), Opus 73, 1897—1898 гг., Хауснайндорф, Харц, Германия.
| I. Manual C-g3 |      |
| Bordun         | 16’  |
| Principal      | 8’   |
| Hohlflöte      | 8’   |
| Gemshorn       | 8’   |
| Gambe          | 8’   |
| Bordun         | 8’   |
| Dolce          | 8’   |
| Rohrflöte      | 4’   |
| Octave         | 4’   |
| Octave         | 2’   |
| Mixtur         | 3 f. |

| II. Manual C-g3 |     |
| Gedackt         | 16’ |
| Principal       | 8’  |
| Traversflöte    | 8’  |
| Salicional      | 8’  |
| Liebl. Gedackt  | 8’  |
| Viola d’amour   | 8’  |
| Flöte           | 4’  |
| Gemshorn        | 4’  |
| Clarinette      | 8’  |

| III. Manual C-g3 |     |
| Lieblich Gedackt | 16’ |
| Geigen Principal | 8’  |
| Concertflöte     | 8’  |
| Spitzflöte       | 8’  |
| Zartgedackt      | 8’  |
| Aeoline          | 8’  |
| Voix-céleste     | 8’  |
| Dolce            | 4’  |
| Fugara           | 4’  |
| Oboe             | 8’  |
| Corno            | 8’  |

| Pedal C-f1    |     |
| Violon        | 16’ |
| Subbass       | 16’ |
| Harmonica     | 16’ |
| Principalbass | 8’  |
| Cello         | 8’  |
| Flötenbass    | 8’  |
| Posaune       | 16’ |

| 38 регистров, 3 мануала и педаль (38/III/P). |
| Пневматическая игровая и регистровая трактура. |
| Вспомогательные устройства: - копулы мануалов: II/I, III/I, III/II; - копулы к педали: I/P, II/P, III/P; - «Omnia coppela»; - 2 свободные комбинации; - готовые комбинации: mf, f, ff (Tutti); - швеллер III мануала; - выключатель язычковых регистров; - валик-крещендо (Walze). |

## Фотографии
| - Богослужение 1958 год - Кафедра церкви 1958 год - Орган «Эрнст Рёвер» 2019 год - Парадный вход |